# Anikó Kántor
Anikó Kántor (Budapeste, 1 de setembro de 1969) é uma ex-handebolista profissional húngara, medalhista olímpica.
Anikó Kántor fez parte dos elencos medalha de prata, em Sydney 2000 e bronze em Atlanta 1996.